# 瑞穗斷層
瑞穗斷層（英語：Rueyshui Fault），位於台灣花蓮縣的活動斷層，屬於逆斷層兼具左移性質，呈東北走向，由光復鄉東富村向南延伸至玉里鎮春日里，長約33公里。本斷層一部分屬於徐鐵良所稱玉里斷層的北段。瑞穗斷層向南延伸在春日附近與奇美斷層連接。

## 總結與評估
瑞穗斷層，以往稱為玉里斷層的北段，由於兩者的斷層特性不同，特別分出。本斷層也是1951年11月25日地震的地震斷層，暫列第一類活動斷層。除了1951年的地震之外，尚有3次古地震事件，古地震的活動週期約190±20年。 